# Lourdes Elizarrarás
Maria de Lourdes del Pozo Elizarrarás (Cidade do México, 2 de junho de 1959) é uma atriz, diretora, roteirista e produtora de cinema mexicana. Ela é esposa de Gabriel Retes.

## Biografia
Lourdes Elizarrarás nasceu em 2 de junho de 1959, na Cidade do México. Começou trabalhando como assistente de direção de Gabriel Retes, quando foi chamada para trabalhar como figurante no filme Mujeres salvajes (1984). Mais tarde, Lourdes e Retes trabalharam juntos em projetos como La ciudad al desnudo (1988), filme que a lançou como um talento emergente e lhe rendeu o Prêmio Ariel de Melhor Atriz em 1990. Anos depois, em 1996, ela recebeu uma segunda indicação para Melhor Atuação Feminina por Mujeres insumisas (1994); no entanto, não venceu o prêmio.
É reconhecida por suas atuações em filmes como Bienvenido/Welcome (1994), El bulto (1992) e  La nave de los sueños (1995).

## Filmografia

### Como diretora
- La Mudanza (2003)
- @Festivbercine.ron (2004)[3]
- Bienvenido/Welcome 2 (2006)[4]

### Como roteirista
- El Bulto (1992)
- La Mudanza (2003)
- @Festivbercine.ron (2004)
- Bienvenido/Welcome 2 (2006)

### Como produtora
- @Festivbercine.ron (2004)
- Caribe (2004)
- Bienvenido/Welcome 2 (2006)

### Como atriz
- Mujeres salvajes (1984)
- La ciudad al desnudo (1989)
- Futuro sangriento (1991)
- El Bulto (1992)
- Bienvenido-Welcome (1995)
- Mujeres insumisas (1995)
- La ley de las mujeres (1995)
- La nave de los sueños (1996)
- La Mudanza d'elle-même (2003)
- Despedida de amor (2003)
- @Festivbercine.ron (2004)
- Bienvenido/Welcome 2 (2006)